# Caslino d'Erba
Pour les articles homonymes, voir Casalino (homonymie).
Caslino d'Erba est une commune italienne de la province de Côme dans la région Lombardie en Italie.

## Administration
| Période                                  | Période | Identité | Étiquette | Qualité |
| ---------------------------------------- | ------- | -------- | --------- | ------- |
|                                          |         |          |           |         |
| Les données manquantes sont à compléter. |         |          |           |         |

### Communes limitrophes
Asso, Caglio, Canzo, Castelmarte, Erba, Faggeto Lario, Ponte Lambro, Rezzago